# Brauhausplatz (Ruhland)
Der Brauhausplatz ist ein Platz im alten Stadtkern der Kleinstadt Ruhland im Landkreis Oberspreewald-Lausitz im Süden des Landes Brandenburg, dessen Name von einem kommunal betriebenen Brauhaus aus dem 14. Jahrhundert herrührt. Mit dessen Bau 1397 wurde die Germania-Brauerei Ruhland begründet, gebraut wurde hier bis 1949. An drei Seiten des kleinen Platzes befinden sich drei Baudenkmale, ein viertes wurde 1939 von hier zum Kirchplatz umgesetzt.

## Lage und Gestaltung
Der Brauhausplatz liegt an der Bahnhofstraße mit kurzer Verbindung zu Kirchplatz und Markt.
In den Platz münden die Mittelstraße, Wallstraße und Brauhausgasse. Gegenüber der Einmündung der Wallstraße gibt es einen Fußweg zur Marienstraße. Die Bahnhofstraße vom denkmalgeschützten Eckhaus Richtung Markt ist als Fußgängerzone umgebaut. Das ehemalige Betriebsgelände und -gebäude der Brauerei hat Zufahrten zur Bahnhofstraße und zur Marienstraße.
Der Platz dient jetzt auch als Parkfläche, die jedoch durch Anpflanzung eines Bergahorns und von zwei Pyramiden-Eichen auf der Südseite und Feldahorn zwischen den Parkreihen großzügig durchgrünt ist. Bodendeckende Sträucher ergänzen die Pflanzungen.

## Geschichte
Die Geschichte des Platzes ist eng mit der Geschichte der Brauerei verbunden. 1890 wurde die Bäckerei Jacobi im Eckhaus Mittelstraße 1 gegründet.

### Germania-Brauerei
Es ist nicht bekannt, seit wann Braurechte für Ruhlander Bürger existierten, aber mit der Erwähnung von Stadtrechten 1397 in einer Urkunde Wenzels IV. von Böhmen werden auch 55 Hauseigentümer mit Braurecht erwähnt. Zur gemeinsamen Nutzung errichteten diese ein Brauhaus, das gemeinschaftlich verwaltet und umschichtig betrieben wurde. 1356 kam durch Karl IV. der Bierbann für die Städte der Lausitz dazu: innerhalb einer Stunde Weges durfte kein anderes Bier gebraut oder verkauft werden.
Folgende Brauereibesitzer sind später namentlich bekannt: 1892 W. Bielzig, 1894 Jungrichter, 1945 August Fiedler, 1953 Rolf Schenker. Die zugehörigen Bauten Bahnhofstraße 24 und Brauhausplatz 1 hatten infolge von Stadtbränden und Modernisierung mehrere Vorgängerbauten. Gebraut wurde bis 1949, danach wurde Bier und ab 1952/53 auch bis dahin produzierte alkoholfreie Getränke nur noch abgefüllt. Hauptlieferant war bis Mitte der 70er Jahre die Brauerei Landskron aus Görlitz, später auch andere. Der Betrieb wurde nach der politischen Wende völlig eingestellt, da sich die Vertriebswege grundsätzlich änderten.

### Germania-Denkmal
1875 wurde hier das Germania-Denkmal zum Gedenken an die im Deutschen Krieg (1866) und im Deutsch-Französischen Krieg (1870/71) gefallenen Ruhlander Bürger hier erbaut. 1939 wurde das Denkmal aus verkehrstechnischen Gründen an den jetzigen Standort zwischen Kirchplatz und Bahnhofstraße umgesetzt.

### Jüngere Geschichte
Brauhausplatz 1 ist jetzt Getränkeverkaufsstätte (Getränke-Hoffmann).
1997 wurde der Brauhausplatz als Bestandteil des Sanierungsgebietes „Ruhlander Stadtkern“ in 4-monatiger Bauzeit für 600 000 DM nach historischem Vorbild neu gestaltet.

## Baudenkmäler

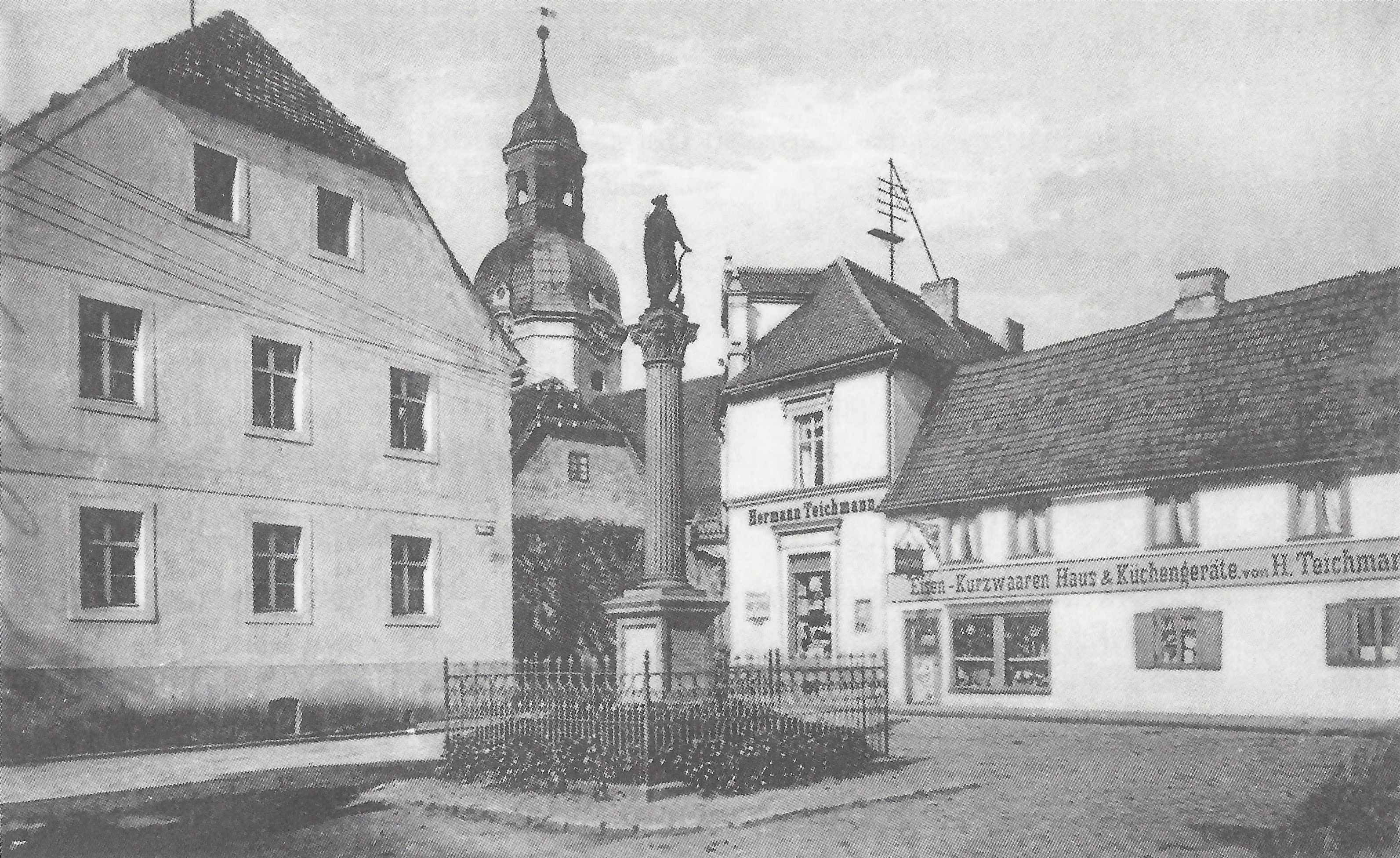
Brauhausplatz etwa 1900, mit Germania-Denkmal; links Bahnhofstraße 25, rechts Bahnhofstraße 3a
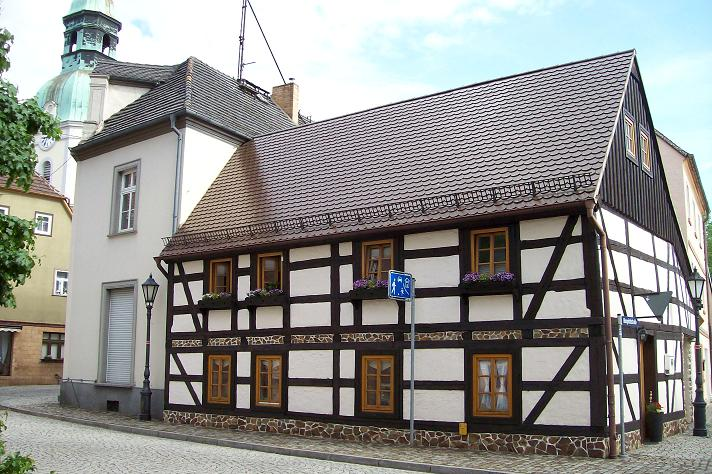
Bahnhofstraße 3a, Fachwerkhaus
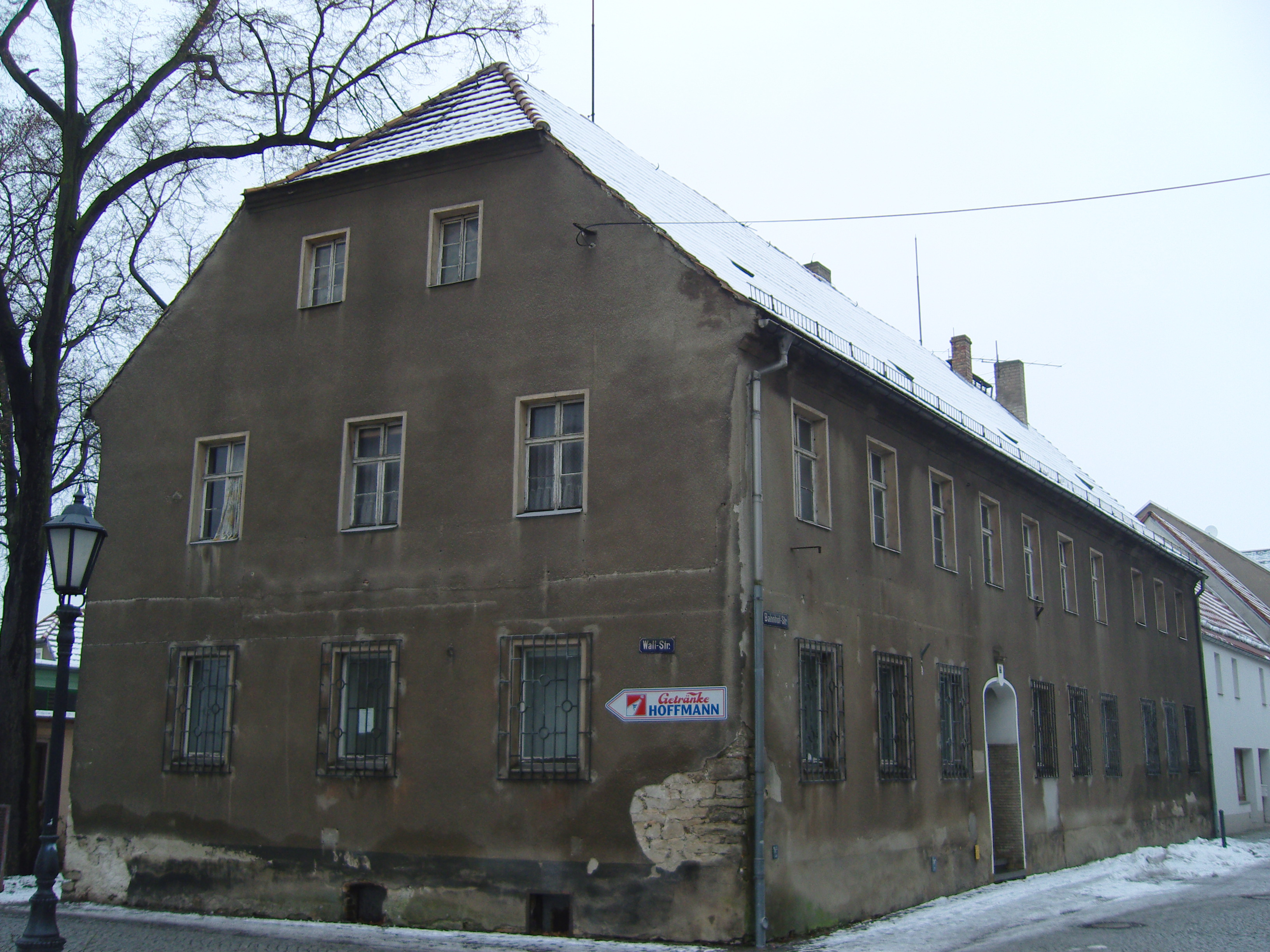
Bahnhofstraße 25, ehemals Gasthaus, Amtsgericht und Sparkasse
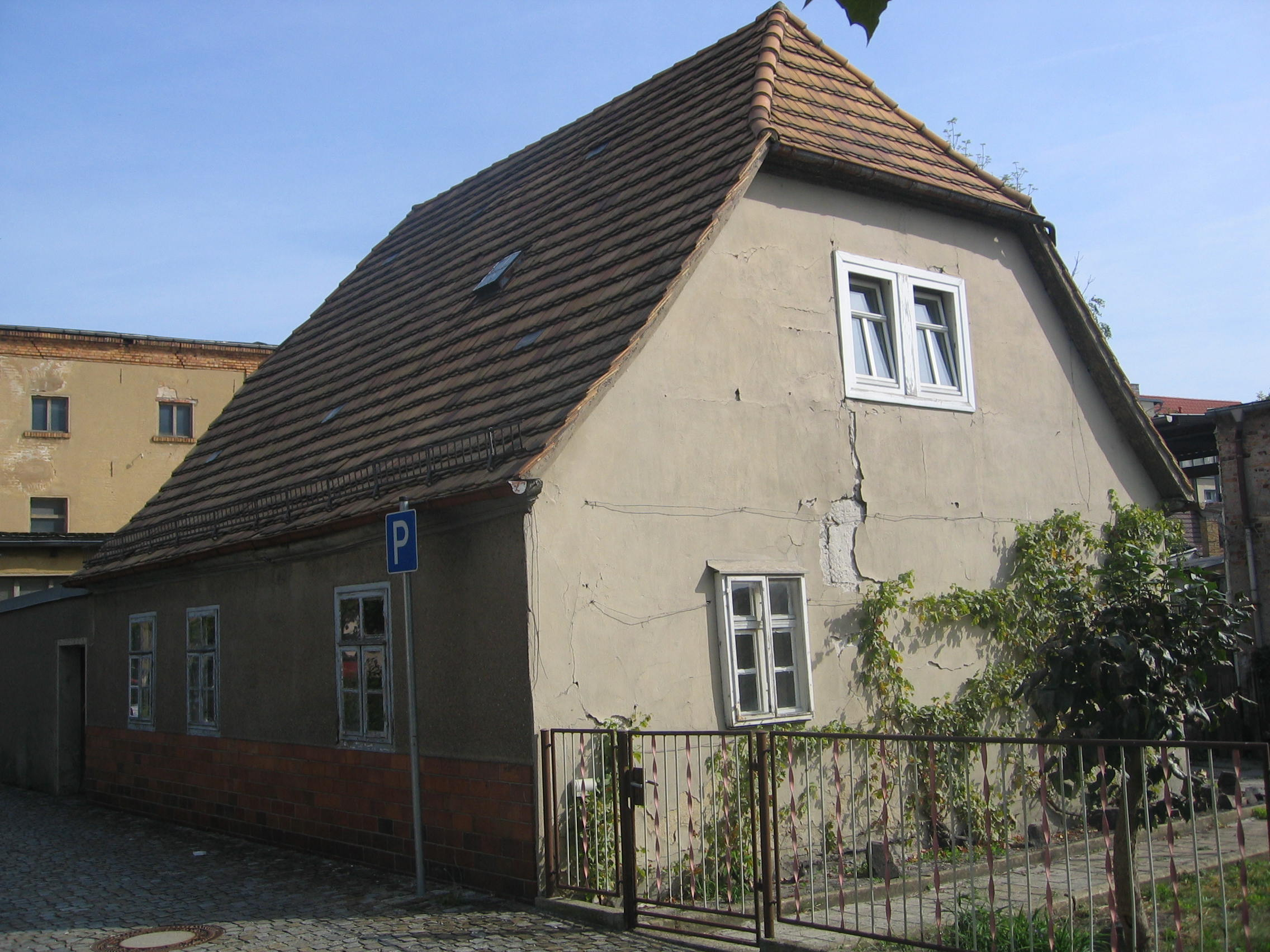
Brauhausplatz 2, Fachwerkhaus

### Germania-Denkmal
1875 wurde das sogenannte Germania-Denkmal zum Gedenken an die in den Kriegen 1866 und 1870/71 gefallenen Ruhlander Bürger erbaut und eingeweiht. 1939 wurde das Denkmal aus verkehrstechnischen Gründen an den jetzigen Standort zwischen Kirchplatz und Bahnhofstraße umgesetzt. Im örtlichen Denkmalverzeichnis ist das Denkmal unter der Erfassungsnummer 09120359 verzeichnet.

### Bahnhofstraße 3a
Das Gebäude an der Nordseite des Platzes ist etwa 1780 erbaut (nach dem Stadtbrand 1768). Es ist 2-geschossig, errichtet in Fachwerkbauweise mit Lehmausfachung und zum Platz traufständigem Satteldach. Es diente als Wohn- und Geschäftshaus (um 1900 Eisen- und Kurzwaren, Haus- und Küchengeräte H. Teichmann) Das Gebäude wurde …(Beleg; Zeit ?) in Eigenregie des Besitzers saniert. Im örtlichen Denkmalverzeichnis ist das Bauwerk unter der Erfassungsnummer 09120277 verzeichnet.

### Bahnhofstraße 25
Das Eckhaus an der Nordwestecke des Platzes ist aus Feldstein, Sandstein, Ziegel und Raseneisenstein-Schlacke erbaut (nach dem Stadtbrand 1768). Fertig gestellt 1786 und zuerst als Gastwirtschaft genutzt, wurde es 1844 erweitert und war dann zeitweise (obere Etage, ab 1849 bis etwa 1937/38) Amtsgericht (zu der Zeit vor dem Eisenbahnbau war die Postadresse Guteborner Straße 75). Von 1937/38 bis Dezember 2000 war hier der Sitz einer Sparkasse bzw. einer Filiale der Sparkasse. Das Gebäude ist zweigeschossig, 10-achsig mit Krüppelwalmdach. Im örtlichen Denkmalverzeichnis ist das Bauwerk unter der Erfassungsnummer 09120382 verzeichnet.

### Brauhausplatz 2
Das Gebäude an der Ostseite des Platzes wurde 1927 mit massivem Erdgeschoss und Fachwerkobergeschoss erbaut. Das Wohnhaus ist eingeschossig, 3-achsig mit Krüppelwalmdach. Im örtlichen Denkmalverzeichnis ist das Bauwerk unter der Erfassungsnummer 09120489 verzeichnet.